# Pentagramma pallida
Pentagramma pallida là một loài thực vật có mạch trong họ Adiantaceae. Loài này được (Weath.) Yatsk., Windham & E. Wollenw. miêu tả khoa học đầu tiên năm 1990.